# Amalia Mendoza
Amalia Mendoza García (Huetamo, Michoacán, 10 de juliol de 1923-Ciutat de Mèxic, 11 de juny de 2001), coneguda com La Tariácuri, va ser una cantant i actriu mexicana. Com a intèrpret, es va especialitzar en els gèneres de ranxera i mariachi.

## Biografia

### Infantesa
Amalia Mendoza García va néixer a San Juan Huetamo el 10 de juliol de 1923 (i no el 23 de juliol com erròniament s'ha publicat), sent la desena filla de Francisco Mendoza Renteria i de Dolores García Mendoza. El seu pare va registrar el naixement en el Registre Civil de Huetamo el dia 25 de juliol.
Als sis mesos d'edat, la seva família se’n va anar a viure a Morelia, la capital de Michoacán, i als sis anys va començar a cantar a l'escola. En una entrevista periodística de 1993, Amalia va recordar que una de les primeres cançons que va interpretar va ser el tango titulat «Ladrillo» i va dir que:
| « | Quan arribava a la part de la cançó que diu que els dijous i diumenges hi havia una velleta portant paquets al pres que hi ha a la presó, començava a plorar i ja des de llavors començava a ser molt dramàtica. | » |

### Inicis
El 1932, els seus germans Norberto, Eligio i Juan formaren el famós Trío Tariácuri, un dels primers trios masculins a dedicar-se a la cançó ranxera.
Amalia també volia ser artista i, sense que se n'adonessin els seus germans, va formar un altre trio amb la seva germana i un amic. Com a integrant d'aquest trio, ella cantava en festes i l'acompanyava el mariachi de Silvestre Vargas.
Quan el Trio Tariácuri va sortir de gira, l'estació de ràdio XEW va cridar Amalia i al seu trio per a prendre par en el programa dels seus germans i va ser així com Amalia Mendoza va debutar en aquesta emissora de ràdio el 1938.
Temps després va formar un dueto amb la seva germana, però aquesta es va retirar del mitjà artístic, raó per la qual Amalia Mendoza va decidir formar un altre duet de nom Las Adelitas amb la seva amiga Perlita. En 1948, amb el nom de Perlita i la Tariácuri, el duet va gravar quatre cançons per a Discos Peerless: «La Carlotita», «Qué ojos más lindos», «La suriana» i «La chiquita».
Un dia Amalia Mendoza es va barallar amb el seu promès i va voler anar-se’n de Mèxic. Va signar un contracte per a viatjar a Europa i cantar-hi amb Perlita per un any. En tornar a Mèxic, es va reconciliar amb el promès i es va casar, acceptant deixar la seva carrera per a traslladar-se a l'Estat de Veracruz amb el seu marit, que era un metge.
Encara que el seu marit li va prohibir continuar cantant, Amalia Mendoza viatjava cada sis mesos a la Ciutat de Mèxic per gravar cançons per a la Lotería Nacional i posteriorment per a Columbia Records amb el seu germà, Juan Mendoza, «El Tariácuri», amb qui va formar el Dueto Tariácuri. Amalia i Juan van gravar diversos discos senzills que després van ser recopilats en discos de llarga durada.

### Carrera com a solista
Amalia Mendoza es va separar del seu marit per a dedicar-se a la seva carrera. El seu matrimoni havia durat cinc anys i mig. Va iniciar la seva carrera com a solista ranxera el 1954 amb l'enregistrament del disc senzill que conté les cançons ranxeres «Puñalada trapera», de Tomás Méndez, i «Maldición ranchera», de José Alfredo Jiménez. Aquest disc es va convertir en el seu primer èxit i va ser el primer que va gravar per a la companyia discogràfica RCA Records Mexicana, de la qual va ser artista exclusiva més d'una dècada. Va guanyar fama més endavant quan va començar a difondre's la seva música en la principal emissora de ràdio de Mèxic, la XEW.
La cançó que va consagrar Amalia Mendoza va ser «Amarga Navidad», de José Alfredo, que va arribar a ser el tema amb el qual molts l'han identificat des d'aleshores. Ella mateixa declararia després que gràcies al gran èxit d'aquesta interpretació, finalment va aconseguir el reconeixement com a cantant:
| « | [«Amarga Navidad»] va ser un cop rodonet. La gent em trobava al carrer i em perseguia a la recerca de l'autògraf; volia tocar-me, sentir-me si era jo de carn i os. La clau: és que es tracta d'una composició que arriba fins al fons de l'ànima; toca les fibres més íntimes i profundes de l'ésser humà. | » |

Juntament amb l'èxit en els discos, va arribar la ràdio, després la televisió, el teatre, els cabarets de luxe i les gires nacionals i internacionals. Tots els dilluns actuava en la XEW en el mític programa Así es mi tierra, i més tard també va cantar a Revista musical i Las estrellas y usted.
Amalia Mendoza també va fer seu el teatre de revista de la Ciutat de Mèxic. Es va presentar infinitat de vegades als teatres Esperanza Iris, Lírico, Ideal, Teatro de la Ciudad, però sobretot al Teatro Blanquita, on alguna vegada va protagonitzar un tàndem amb Lola Beltrán. En aquell temps, la premsa insistia a qualificar Amalia Mendoza com a rival de Lola Beltrán, cosa que sempre va negar, perquè totes dues tenien estils interpretatius diferents:
| « | Si soc millor o pitjor que Lola Beltrán, el públic i ningú més és el que ha de dir l'última paraula. Jo de mi no puc dir una altra cosa que poso tot el meu sentiment, tot el meu ser en la cançó. .. Cadascuna canta les coses de la manera que les sent. Aquesta és la raó per la qual diferim Lola Beltrán o jo, i aquesta és la raó, l'única raó per la qual «no tenen raó» els que em comparen amb l'altra cançonera. Podem ser dolentes o millors, però mai iguals. Les dues tenim un estil totalment diferent. | » |

Durant molts anys es va presentar diàriament en el majestuós centre nocturn anomenat El Capri, situat a l'Avinguda Juárez, encara que també va fer llargues temporades als cabarets Flamingos, La Vendimia i Plaza Santa Cecilia de la Plaça Garibaldi.
La Tariácuri va ser reconeguda mundialment per la seva manera d'interpretar la cançó mexicana, imposant el seu famós estil de plorar mentre cantava, i fins a l'actualitat no hi ha intèrpret igual.
Al llarg de la seva carrera va ser acompanyada sovint pel Mariachi Vargas de Tecalitlán, a més de gravar nombroses cançons de compositors mexicans com José Alfredo Jiménez, Cuco Sánchez, José Ángel Espinoza "Ferrusquilla", Gabriel Ruiz i Tomás Méndez.

### Carrera al cinema
També va participar en diverses pel·lícules com a cantant i com a actriu. Va retre homenatge a Jorge Negrete en El charro inmortal (1954), i va seguir la seva carrera al cinema doblant la veu de Rosita Quintana a A los cuatro vientos (1955) després que el personatge de Quintana (la cantant Paloma Vargas) sofreix una afonia que li canvia la veu; en aquesta pel·lícula també va fer un dueto amb Miguel Aceves Mejía. Va tenir una actuació especial a Fiesta en el corazón (1958), on va alternar i cantar amb Flor Silvestre.
Va participar al Festival Internacional de Cinema de Berlín amb Una cita de amor (1958), dirigida per Emilio «El Indio» Fernández, que sempre va considerar Amalia Mendoza com la millor cantant del gènere ranxer. El seu primer paper estel·lar el va tenir a Yo... el aventurero (1959), on ella i Rosa de Castilla competeixen per l'amor de Antonio Aguilar, i després d'aquesta pel·lícula, va interpretar papers estel·lars en la comèdia ranxera Los laureles (1961), amb Demetrio González i Elvira Quintana, i el drama musical ¿Dónde estás, corazón? (1961), on ella, Rosita Quintana i Lola Beltrán són un trio de cantants folklòriques.

## Vida personal
Es diu que va ser admirada per l'actor estatunidenc Rock Hudson, a qui personalment va conèixer i que va comentar que per a ell només existien dues intèrprets de música, que eren ella i la cantant francesa Édith Piaf.

## Mort
L'11 de juny de 2001, Mendoza va morir als 77 anys d'edat a causa d'una malaltia pulmonar. Va ser incinerada i les seves cendres escampades en el llac de Pátzcuaro situat a Michoacán, on també se li va erigir un monument en la seva memòria, específicament localitzat a Huetamo de Núñez.

## Filmografia
- A los cuatro vientos (1955), (doblant la veu de Rosita Quintana)
- Mi influyente mujer (1957)
- Fiesta en el corazón (1958)
- Una cita de amor (1958)
- Yo... el aventurero (1959)
- ¿Donde estás, corazón? (1961)
- Los laureles (1961)